# Mumps
Múmps ali epidémični parotítis je nalezljiva virusna bolezen, pri kateri pride do akutnega vnetja obušesne žleze slinavke, lahko pa tudi do vnetja drugih žlez slinavk, možganskih ovojnic, mod, jajčnikov ali trebušne slinavke. Vnetje spremlja tudi vročina. Povzroča ga virus mumpsa. Prištevamo jo med tako imenovane otroške bolezni, čeravno lahko zbolijo tudi odrasli. Mumps se prenaša s kužnimi kapljicami, slino ali z neposrednim stikom prek sluznice nosu in ust. Danes, ko poznamo cepivo, je bolezen v razvitem svetu redka, še vedno pa predstavlja velik zdravstveni problem v državah v razvoju. 

## Povzročitelj
Mumps povzroča virus mumpsa iz družine paramiksovirusov in rodu rubulavirusov. Gre za virus z enovijačno RNK in virusno ovojnico. Genom, ki je sestavljen iz 15.384 baznih parov, nosi zapis za devet beljakovin. V virusno podvojevanje so vključene beljakovine nukleoprotein, fosfoprotein in polimerazni protein. Virus mumpsa povzroča bolezen le pri človeku.

### Prenašanje
Virus mumpsa se prenaša s človeka na človeka v stiku z izločki dihal, in sicer s kužnimi kapljicami, slino okužene osebe in z neposrednim stikom prek sluznice nosu in ust. Drobne kaplice, ki nastanejo pri kihanju ali kašljanju, lahko vstopijo v drug organizem preko sluznice sluznice nosu ali ust ali preko oči. Virus lahko preživi na površinah in se prenese posredno preko okuženih predmetov. Okužena oseba je kužna približno sedem dni pred nastopom simptomov in do okoli osmega dne po pojavu začetnih simptomov. Inkubacijska doba lahko traja od 12 do 25 dni, najpogosteje 16 do 18 dni. Okoli 20 do 40 % okuženih ne razvije simptomov in tako lahko prenašajo okužbo, čeprav se je sami ne zavedajo.

## Znaki in simptomi
Pri okoli eni tretjini poteka okužba brez simptomov. V primeru simptomatske okužbe se lahko pojavi kratko prodromalno obdobje, ki vključujejo blago vročino, glavobol in utrujenost. Sledi napredujoča oteklina ene ali obeh obušesnih žlez slinavk (parotitis), ki traja okoli en teden. Drugi simptomi, ki se lahko pojavijo, so še suha usta, vnetje oči ali predelov obraza, pri nekaterih bolnikih pa se pojavi otežen govor.

### Zapleti
- Pri 15 do 40 % moških, ki se okužijo po obdobju pubertete, se pojavi vnetje mod (orhistis).[5] Običajno je prizadeto le eno modo, v 15 do 30 % primerov orhitisa pa sta prizadeti obe modi. Pojavi se okoli 10 dni po nastopu parotitisa, poročali pa so tudi o primerih, ko orhitis nastopi tudi po šest tednih po pojavu otekline obušesne slinavke.[5]  Vnetje mod lahko v redkih primerih povzroči neplodnost.[3][5]
- Nekatere študije kažejo na povečanje tveganja za spontani splav pri okužbi nosečnice, vendar za to ni enoumnih dokazov.[4] Prav tako ni dokazov o povezavi med okužbo nosečnice in nizko porodno težo ali prirojenimi malformacijami novorojenca.[7]
- Meningitis (vnetje možganskih ovojnic) se pojavi pri okoli 1–10 % bolnikov.[11][7] Pri okoli polovici primerov meningitisa, ki ga povzroči virus mumpsa, se vnetje obušesnih žlez slinavk ne pojavi. Redko se pojavi tudi vnetje možganovine (encefalitis). Posledice so redke, poročali so o naglušnosti in motnjah ravnotežja.[7] Smrtnost je nizka (okoli 1 % bolnikov z encefalitisom).[11]
- Ooforitis oziroma vnetje jajčnika se pojavi pri okoli 5 % okuženih žensk v adolescentnem ali odraslem obdobju.[11] Spremljajo ga bolečine v spodnjem delu trebuha, vročina in bruhanje. Neplodnost in prezgodnja menopavza sta zelo redki posledici.[7]
- Pri okoli 4 % okuženih se pojavi vnetje trebušne slinavke (pankretitis), ki pa običajno poteka subklinično ali le v blagi obliki.[7]

## Zdravljenje
Specifičnega zdravila ne poznamo. Oteklino zaradi vnete slinavke blažimo z obkladki. Protibolečinska zdravila, na primer paracetamol, lajšajo spremljajočo bolečino. Uporaba acetilsalicilne kisline se pri otrocih odsvetuje zaradi večjega tveganja za pojav Reyevega sindroma.

## Cepljenje
Glavni članek: Cepivo proti mumpsu
Za popolno zaščito sta potrebna dva odmerka cepiva. Cepljenje proti mumpsu je v Sloveniji vključeno v obvezni program cepljenja. Prvi odmerek cepiva prejmejo otroci med 12 in 18 meseci starosti, drugega pa pred vstopom v šolo (od 5 do 6 let starosti). Cepivo je kombinirano proti ošpicam, mumpsu in rdečkam. V Sloveniji so pričeli s cepljenjem proti mumpsu leta 1979.

## Prognoza
Bolezen je redko smrtna. Izboljšanje sledi običajno brez zdravljenja in izidi so obetavni, tudi če so prizadeti drugi organi. Pri moških obstaja pri okužbi z virusom mumpsa 25-odstotno tveganje za neplodnost, če pride do vnetja mod. Po preboleli bolezni je posameznik dosmrtno odporen na ponovni izbruh bolezni.

## Epidemiologija
Pred uvedbo cepljenja je bilo v Sloveniji letno okoli 5.000 do 10.000 primerov mumpsa, v svetu pa 290 primerov na 100.0000 prebivalcev. Epidemije mumpsa so se pojavljale na 4 do 5 let, najpogosteje pa so zbolevali otroci med 5. in 7. letom starosti. Po uvedbi cepljenja se je v Sloveniji obolevanje za mumpsom znatno znižalo in na primer leta 2010 je bilo prijavljenih le 5 primerov mumpsa. V zadnjih letih v Evropi, ko so otroci praviloma precepljeni, poročajo o izbruhih mumpsa v starostni skupini med 15 in 24 let, zaradi upadanja zaščite in slabše precepljenosti prebivalstva.